# Ј
Cette page contient des caractères spéciaux ou non latins. S’ils s’affichent mal (▯, ?, etc.), consultez la page d’aide Unicode.
Pour les articles homonymes, voir J.
La lettre yé, Ј (minuscule : ј), est une lettre de l’alphabet cyrillique serbe utilisée dans l’orthographe du serbe, du macédonien, de l’azéri, et de l’altaï. Elle a aussi été par certains auteurs en komi-zyriène ou lituanien au XIXe et XXe siècles. Elle est composée comme le J de l’alphabet latin.

## Utilisation
En altaï, cette lettre représente une consonne affriquée post-alvéolaire voisée [dʒ].
En lituanien, la lettre a été utilisée dans l’orthographe cyrillique lituanien de Juška au XIXe siècle.
En serbe, macédonien et azéri, le yé représente une consonne spirante palatale [j]. Cette lettre est un emprunt de la lettre latine j par Vuk Stefanović Karadžić,.
En iakoute, le yé a été utilisé dans l’orthographe d’Otto von Böhtlingk de 1851 qui fait aussi usage de la lettre yé barré ‹ ɉ ›.
En komi-zyriène, le yé a été utilisé dans le dictionnaire de Lytkin en 1900.

## Représentation informatique
Le yé peut être représenté avec les caractères Unicode suivants :
| formes    | représentations | chaînes de caractères | points de code | descriptions                   |
| --------- | --------------- | --------------------- | -------------- | ------------------------------ |
| capitale  | Ј               | Ј                     | U+0408         | lettre majuscule cyrillique yé |
| minuscule | ј               | ј                     | U+0458         | lettre minuscule cyrillique yé |